# Oil and Water
Oil and Water er en amerikansk stumfilm fra 1913 af D. W. Griffith.

## Medvirkende
- Blanche Sweet som Genova
- Henry B. Walthall
- Lionel Barrymore
- Walter Miller som John
- Lillian Langdon